# Relaciones Bolivia-Cuba
Las relaciones Bolivia-Cuba son las relaciones exteriores entre Bolivia y Cuba. Ambas naciones son miembros de ALBA y Naciones Unidas. Las relaciones se establecieron el 11 de enero de 1983 bajo el presidente boliviano Hernán Siles Zuazo y el mandatario cubano Fidel Castro después de veinte años sin relaciones. En 2013, las relaciones fueron calificadas como "excelentes" por el embajador cubano en La Paz, Bolivia, Rolando Gómez.

## Historia
La relaciones históricas entre Bolivia y Cuba se remontan prácticamente al siglo XIX cuando el gobierno del Presidente de Bolivia Mariano Melgarejo Valencia mediante decreto supremo del 10 de junio de 1869 decide reconocer al nuevo gobierno provisional e independentista del cubano Carlos Manuel de Céspedes y del Castillo, pues cabe recordar que durante aquella época, los cubanos se encontraban peleando contra España en la denominada Guerra de los Diez Años (1868-1878) por la Independencia de Cuba.
Bolivia y Cuba son aliados firmes y miembros fundadores del bloque alternativo ALBA. Bolivia es un receptor de la ayuda de Cuba desde hace mucho, especialmente con respecto al internacionalismo médico cubano. La relación Cuba-Bolivia versó en la exportación de medicamentos de Cuba a Bolivia, comercialización de Ron cubano, asesoramiento al Ministerio de Medio ambiente y Aguas, y asesoramiento en la construcción de plantas de industrialización de productos comestibles, en palabras del exembajador cubano en Bolivia, Benigno Perez: "Hay una empresa cubana que en este momento está construyendo tres plantas: Laelofan. Dos plantas de liofilización... el chuño; la deshidratación, de frutas, una en el trópico de Cochabamba y otra en Palos Blancos, en el norte de La Paz; y otra de procesamiento de estevia en el trópico de Cochabamba."

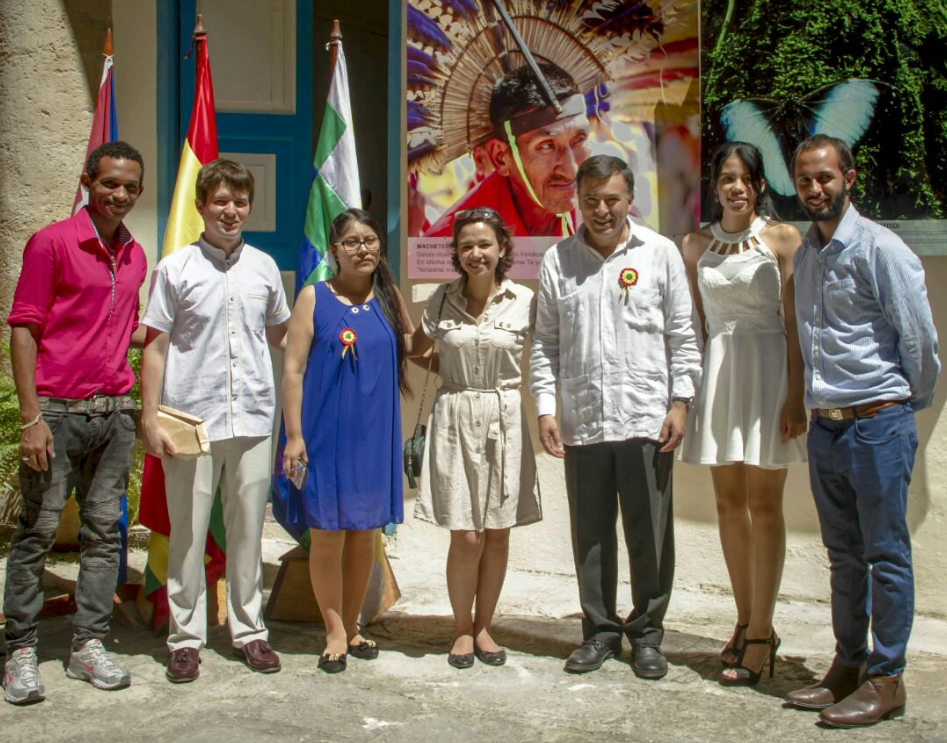
De izquierda a Derecha, los tres al centro: la excónsul Jessica Suárez Mamani, exsecretaria Natalia Rodríguez Blanco y Juan Ramón Quintana.

Benigno Perez fue cambiado por en febrero de 2019 por Carlos Rafael Zamora Rodríguez quien destacó en su momento las buenas relaciones bilaterales entre Bolivia y Cuba.
Recientemente, las relaciones Cuba-Bolivia sufrieron una caída, debido a la presencia de súbditos cubanos con posesión de grandes cantidades de dinero en las trágicas semanas de vandalismo y destrucción de noviembre en La Paz, hechos que aun son investigados y que provocaron la expulsión de la misión medica cubana, así como la condena pública por el posible accionar de inteligencia cubana para actos de terrorismo y vandalismo.
Al interior del Ministerio de Relaciones Exteriores, algunas voces han proliferado que agentes cubanos encubiertos han ido llegando muchos años antes de la crisis diplomática entre Bolivia y Cuba, y antes de que Juan Ramon Quintana asumiera como Embajador en 2017, uno de los datos que resaltan es el rol de la exfuncionaria consular de Bolivia en Cuba, Silvia Huanca Mamani (amistad de David Choquehuanca), quien habría realizado venta de pasaportes, además de haber canalizado la llegada de cubanos para tareas de inteligencia, siendo su pareja un súbdito cubano de nombre Odrandy Tierve (agente cubano de inteligencia). 
El gobierno de Jeanine Añez acusó directamente el accionar cubano a la relación establecida por y mediante el exministro y exembajador Juan Ramón Quintana y el también exministro Hugo Moldiz, quienes habrían sido el nexo para la actuación cubana en suelo boliviano a través de la excónsul boliviana en Cuba, Jessica Suarez Mamani y la secretaria de Quintana, Natalia Rodríguez Blanco.
Actualmente se evalúa el rol que pudo haber tenido el embajador cubano, Rafael Zamora y su esposa Maura Isabel Juampere Pérez, ambos exfuncionarios de inteligencia cubana, quienes habrían llegado a Bolivia con una clara intención de apoyo al régimen del expresidente Evo Morales. Por lo que las relaciones Bolivia-Cuba se encuentran en su momento más bajo en toda su historia, más aún dada la normalización de relaciones bilaterales entre Bolivia y Estados Unidos, así como entre Bolivia e Israel.

## Embajadores

### Embajadores de Bolivia en Cuba
| Cargo        | Embajadores Bolivianos en Cuba         | Designado por el Presidente de Bolivia | Período como Embajador o Embajadora              | Referencias                        |
| ------------ | -------------------------------------- | -------------------------------------- | ------------------------------------------------ | ---------------------------------- |
| Embajador    | Franklin Anaya Vásquez † (1945-2011)   | Gonzalo Sánchez de Lozada              | 13 de octubre de 1994 - 13 de octubre de 1997    |                                    |
| Embajadora   | María Eugenia Salinas (-)              | Hugo Banzer Suárez                     | 13 de octubre de 1997 - 10 de febrero de 2003    | [ 27 ]                             |
| Embajador    | Ramiro Velasco Romero † (1938-2003)    | Gonzalo Sánchez de Lozada              | 10 de febrero de 2003 - 20 de marzo de 2003      | [ 28 ] [ 29 ] [ 30 ]               |
| Embajadora   | Elsa María Guevara Aguirre (1971-)     | Carlos Mesa Gisbert                    | 6 de septiembre de 2004 - 14 de febrero de 2005  | [ 31 ] [ 32 ] [ 33 ] [ 34 ] [ 35 ] |
| Embajador    | Raúl Chávez Orozco (-)                 | Evo Morales Ayma                       | 8 de junio de 2006 - 20 de diciembre de 2010     | [ 36 ] [ 37 ]                      |
| Embajador    | Palmiro León Soria Saucedo (1951-)     | Evo Morales Ayma                       | 20 de diciembre de 2010 - 22 de mayo de 2017     | [ 38 ]                             |
| Embajador    | Juan Ramón Quintana Taborga (1960-)    | Evo Morales Ayma                       | 22 de mayo de 2017 - 22 de enero de 2019         | [ 39 ] [ 40 ] [ 41 ]               |
| Embajadora   | Ariana Campero Nava (1986-)            | Evo Morales Ayma                       | 22 de mayo de 2019 - 15 de noviembre de 2019     | [ 42 ]                             |
| Sin cambios  | Sin Embajador (rompimiento relaciones) | Jeanine Áñez Chávez                    | 15 de noviembre de 2019 - 8 de noviembre de 2020 |                                    |
| Embajador    | Eduardo Pardo † (1953-2022)            | Luis Arce Catacora                     | 21 de julio de 2021 - 13 de febrero de 2022      |                                    |
| Encargado N. | Juan Javier Zárate Rivas               | Luis Arce Catacora                     | 13 de febrero de 2022 - 28 de febrero de 2023    |                                    |
| Embajadora   | Yeshika Crespo Velásquez (1968-)       | Luis Arce Catacora                     | 28 de febrero de 2023 Presente                   |                                    |

### Embajadores de Cuba en Bolivia
| Embajadores Cubanos en Bolivia | Designado por el Presidente de Cuba | Período como Embajador o Embajadora             | Referencias |
| ------------------------------ | ----------------------------------- | ----------------------------------------------- | ----------- |
| Carmen Elena Herrera           | Fidel Castro Ruz                    | 6 de marzo de 1994 - 6 de marzo de 1997         |             |
| Ángel Raúl Barzaga Nava        | Fidel Castro Ruz                    | 22 de octubre de 1997 - 22 de enero de 2002     |             |
| Luis Felipe Vásquez Vásquez    | Fidel Castro Ruz                    | 22 de julio de 2002 - 5 de mayo de 2006         |             |
| Rafael Dausá Céspedes          | Fidel Castro Ruz                    | 5 de mayo de 2006 - 5 de diciembre de 2011      | [ 43 ]      |
| Antonio Rolando Gómez Gonzáles | Raúl Castro Ruz                     | 23 de noviembre de 2011 - 12 de octubre de 2014 | [ 44 ]      |
| Benigno Pérez Fernández        | Raúl Castro Ruz                     | 12 de octubre de 2014 - 14 de febrero de 2019   | [ 45 ]      |
| Carlos Rafael Zamora Rodríguez | Miguel Díaz Canel                   | 14 de febrero de 2019 - 25 de enero de 2020     | [ 42 ]      |
| Arcenis La O Mora (encargado)  | Miguel Díaz Canel                   | 25 de enero de 2020 - 27 de noviembre de 2020   |             |
| Danilo Sánchez Vázquez         | Miguel Díaz Canel                   | 27 de noviembre de 2020 - Actualidad            | [ 46 ]      |

## Relaciones Económicas
Actualmente, los productos cubanos son los que más se han visto beneficiados en el marco de la relación económica entre ambos países.
| Año   | Exportaciones de Bolivia a Cuba | Año   | Exportaciones de Cuba a Bolivia |
| 1995  | Sin cambios                     | 1995  | US$ 347.000 dólares             |
| 1996  | US$ 1.650 dólares               | 1996  | US$ 1.760.000 dólares           |
| 1997  | Sin cambios                     | 1997  | US$ 2.050.000 dólares           |
| 1998  | Sin cambios                     | 1998  | US$ 1.210.000 dólares           |
| 1999  | US$ 82.200 dólares              | 1999  | US$ 842.000 dólares             |
| 2000  | US$ 29.900 dólares              | 2000  | US$ 770.000 dólares             |
| 2001  | US$ 230.000 dólares             | 2001  | US$ 860.000 dólares             |
| 2002  | US$ 11.800 dólares              | 2002  | US$ 491.000 dólares             |
| 2003  | US$ 112.000 dólares             | 2003  | US$ 408.000 dólares             |
| 2004  | US$ 33.300 dólares              | 2004  | US$ 322.000 dólares             |
| 2005  | US$ 95.500 dólares              | 2005  | US$ 1.560.000 dólares           |
| 2006  | US$ 18.200 dólares              | 2006  | US$ 35.700.000 dólares          |
| 2007  | US$ 106.000 dólares             | 2007  | US$ 6.020.000 dólares           |
| 2008  | US$ 559.000 dólares             | 2008  | US$ 5.850.000 dólares           |
| 2009  | US$ 567.000 dólares             | 2009  | US$ 2.560.000 dólares           |
| 2010  | US$ 2.900.000 dólares           | 2010  | US$ 1.510.000 dólares           |
| 2011  | US$ 356.000 dólares             | 2011  | US$ 6.900.000 dólares           |
| 2012  | US$ 631.000 dólares             | 2012  | US$ 4.030.000 dólares           |
| 2013  | US$ 1.330.000 dólares           | 2013  | US$ 1.780.000 dólares           |
| 2014  | US$ 518.000 dólares             | 2014  | US$ 3.160.000 dólares           |
| 2015  | US$ 358.000 dólares             | 2015  | US$ 2.270.000 dólares           |
| 2016  | US$ 320.000 dólares             | 2016  | US$ 2.510.000 dólares           |
| 2017  | US$ 936.000 dólares             | 2017  | US$ 2.030.000 dólares           |
| 2018  | US$ 326.000 dólares             | 2018  | US$ 3.690.000 dólares           |
| TOTAL | US$ 9.521.550 dólares           | TOTAL | US$ 88.630.000 dólares          |

El 11 de julio de 2018, el ministro de Desarrollo Productivo y Economía Plural de Bolivia Eugenio Rojas Apaza y el embajador de Cuba en Bolivia Benigno Perez Fernández firmaron un acuerdo para el "establecimiento de mecanismos financieros en el intercambio comercial" de ambos países.

### Grupo de Trabajo para la Complementariedad Económica
El Grupo de Trabajo para la Complementariedad Económica (GTCE) es un Plan de Acción de compromisos bilaterales que se establació entre Bolivia y Cuba que llegaba abarcar 6 grandes áreas y los cuales son: el  comercio de bienes, de servicios, financiamiento, logística, inversiones y negocios conjuntos y finalmente la promoción del comercio entre ambos países.
- La primera reunión del GTCE se llevó a cabo en la ciudad de La Habana en el año 2017.

- La segunda reunión del GTCE se llevó a cabo en la ciudad de Santa Cruz de la Sierra en el año 2018.

## Migración
Alrededor de casi 2000 cubanos se encontrarían viviendo en Bolivia y 250 bolivianos en Cuba (la mayoría de ellos estudiantes).